# Nguyễn Hồng Phong (cầu thủ bóng đá)
Nguyễn Hồng Phong (sinh ngày 6 tháng 4 năm 2000) là một cầu thủ bóng đá chuyên nghiệp người Việt Nam đang chơi ở vị trí hậu vệ cho câu lạc bộ Huế.

## Thống kê sự nghiệp
Tính đến 13 tháng 3 năm 2022
| Câu lạc bộ         | Mùa giải           | Giải đấu           | Giải đấu | Giải đấu | Cúp quốc gia | Cúp quốc gia | Tổng cộng | Tổng cộng |
| Câu lạc bộ         | Mùa giải           | Giải đấu           | Trận     | Bàn      | Trận         | Bàn          | Trận      | Bàn       |
| ------------------ | ------------------ | ------------------ | -------- | -------- | ------------ | ------------ | --------- | --------- |
| Huế                | 2022               | V.League 2         | 0        | 0        | 0            | 0            | 0         | 0         |
| Tổng cộng          | Tổng cộng          | V.League 2         | 0        | 0        | 0            | 0            | 0         | 0         |
| Tổng kết sự nghiệp | Tổng kết sự nghiệp | Tổng kết sự nghiệp | 0        | 0        | 0            | 0            | 0         | 0         |